# Stade Ange-Casanova
Le stade Ange-Casanova est un stade de football situé à Ajaccio, dans le quartier de Mezzavia.
Ouvert en 1961, le stade anciennement nommé stade Mezzavia, appartient au Gazélec FC Ajaccio depuis le 16 janvier 2016, étant acheté à la CCAS.

## Histoire
Situé à la sortie nord d’Ajaccio au cœur de la zone commerciale et industrielle de Mezzavia (qui signifie à mi-route), le stade Ange-Casanova est le produit d’un travail collectif conduit par des travailleurs électriciens et gaziers, mais aussi de tous les supporters du GFC Ajaccio (issu d’une fusion le 25 mars 1960 entre le FC Ajaccio et le Gazélec Corse Club) qui unirent leurs efforts pour doter le club d’une structure capable d’accueillir le public dans de bonnes conditions. Ce stade est construit en un temps record au début de l’été 1960. « Ce sont nos joueurs avec en tête leur entraîneur Pierre Cahuzac qui ont dressé les grillages, aménagé et peint les vestiaires, planté et entretenu la pelouse. Ce stade c’est notre maison, notre œuvre. Celle d’une vraie famille. » souligne son président fondateur Ange Casanova. Jusqu'alors, le club évoluait au stade Miniconi.
Le 27 août 1961, l’enceinte accueille la première rencontre de CFA du GFC Ajaccio. Face au CS Louhans, les Diables Rouges concèdent alors le match nul (0-0). C'est dans ce stade de Mezzavia que le Gazélec connaît son heure de gloire dans les années 1960 en remportant à quatre reprises le championnat de France amateurs, ce qui donne très vite à ce stade des allures de forteresse. Seuls le RC Vichy lors de la saison 1962-1963, le FC Annecy la saison suivante et l'Olympique avignonnais en 1964-1965, parviennent à s’y imposer en championnat lors des sept premières saisons du stade (sur plus de 80 matchs disputés).
Lors de la Coupe de France 1989-1990, le GFC Ajaccio accueille le tenant du titre : l'Olympique de Marseille de Bernard Tapie. Le stade bat son record d'affluence lors de cette rencontre, perdue 3-1 par les locaux, avec 10 500 spectateurs.
Deux saisons plus tard, le Gazélec Ajaccio réalise une meilleure prestation en Coupe de France en atteignant les quarts de finale. Mezzavia accueille successivement le Sporting Toulon-Var, l'AS Saint-Étienne puis l'AS Monaco. Le stade n'est alors pas loin de battre son record d'affluence lors de ce dernier match en attirant 10 000 spectateurs.
Le 16 juillet 1994, le club rend hommage au principal artisan de la création du Gazélec, Ange Casanova, en donnant son nom au stade Mezzavia.
L'enceinte accueille également certains matchs de l'équipe de Corse de football comme en 1992 contre la Juventus ou en 2009 contre l'équipe du Congo.

### Travaux de rénovation
Lors de la saison 2011-2012, le Gazélec Ajaccio accède à la Ligue 2. Son accession amène le club à réaliser des travaux de rénovation obligatoires pour répondre aux normes imposées par la Ligue de football professionnel. Ces travaux portent notamment sur l'éclairage, l'ajout d'une vidéosurveillance, la construction de nouvelles salles pour les arbitres et les officiels ainsi que le réaménagement des vestiaires. Un élargissement de l'aire de jeu, permettant une zone libre à la fois derrière la ligne de but de 7,50 mètres mais aussi de la ligne de touche de 6 mètres, porte la capacité du stade à 2 700 places au lieu des 4 050 places assises précédentes. Une tribune tubulaire provisoire de 492 places est alors construite "côté route". Les travaux sont finis fin 2012.
À l'été 2015, le GFCA entreprend de nouveaux travaux à la suite de la montée du club en Ligue 1. La tribune tubulaire de 492 places construite "côté route" est alors remplacée par une tribune plus grande de 1 800 places, portant la capacité totale du stade à près de 4 200 places.

## Affluences
Les 5 meilleures affluences du stade Ange-Casanova
| # | Affluence | Équipe no 1 | Équipe no 2            | Score | Année | Compétition                       |
| - | --------- | ----------- | ---------------------- | ----- | ----- | --------------------------------- |
| 1 | 10 500    | GFC Ajaccio | Olympique de Marseille | 1 - 3 | 1990  | 16e de finale – Coupe de France   |
| 2 | 10 000    | GFC Ajaccio | AS Monaco              | 0 - 3 | 1992  | Quart de finale – Coupe de France |
| 3 | 9 000     | GFC Ajaccio | AS Saint-Étienne       | 2 - 1 | 1992  | 8e de finale – Coupe de France    |
| 4 | 8 000     | GFC Ajaccio | SEC Bastia             | 1 - 1 | 1990  | 13e journée – Division 2          |
| 5 | 6 000     | Corse       | Juventus               | 0 - 0 | 1992  | Match amical                      |